# Bombatevi Ejido
Bombatevi Ejido är ett samhälle och ejido i Mexiko, tillhörande kommunen Atlacomulco i den nordvästra delen av delstaten Mexiko, i den centrala delen av landet. Orten hade 2 982 invånare vid folkräkningen 2010.